# Kurt Slevogt
Kurt Slevogt (* 21. März 1892 in München; † 23. Juli 1957 in Hamburg) war ein deutscher Marineoffizier, zuletzt Vizeadmiral im Zweiten Weltkrieg.

## Laufbahn

### Kaiserliche Marine
Slevogt trat am 1. April 1910 als Seekadett in die Kaiserliche Marine ein, absolvierte seine Grundausbildung auf dem Großen Kreuzer Hansa und kam anschließend an die Marineschule Mürwik, wo er am 15. April 1911 zum Fähnrich zur See ernannt wurde. Nach Abschluss seiner Ausbildung kam Slevogt am 1. Oktober 1912 an Bord des Großlinienschiffes Thüringen und am 1. Oktober 1913 auf den Kleinen Kreuzer Stettin. Dort wurde er am 27. September 1913 zum Leutnant zur See befördert. Es folgten Verwendungen vom 5. Februar 1914 über den Ausbruch des Ersten Weltkriegs hinaus auf den Kleinen Kreuzern Rostock, Regensburg und Graudenz sowie seine Beförderung zum Oberleutnant zur See am 22. März 1916. Vom 1. März bis 17. August 1917 absolvierte Slevogt eine Ausbildung an der Unterseebootschule und wurde dann bis 26. Juli 1918 zunächst als Wachoffizier auf U 107 sowie im Anschluss bis 14. Oktober 1918 als Kommandant von U 71 verwendet. Zuletzt befehligte er U 79 bis zum Waffenstillstand am 11. November 1918.

### Nachkriegsjahre und Reichsmarine
Nach Kriegsende stellte man Slevogt zunächst zur Verfügung, und er war von Februar bis Mitte April 1919 als Werbeoffizier für das Marineregiment Madlung tätig. Er ging anschließend zur III. Marine-Brigade und diente dort bis 18. Mai 1920 erst als Zug-, dann als Kompanieführer.
Slevogt wurde in die Reichsmarine übernommen und zunächst als Leiter an der Marinefunkschule Swinemünde eingesetzt. Es folgte eine Verwendung vom 6. Oktober 1920 bis 4. Oktober 1923 als Lehrer an der Marinenachrichtenschule sowie seine Beförderung zum Kapitänleutnant am 1. Januar 1921. Vom 5. Oktober 1923 bis 24. September 1925 gehörte Slevogt als Kompanieführer der II. bzw. I. Abteilung der Schiffstammdivision der Nordsee. Anschließend kam er als Dritter Admiralstabsoffizier in den Stab der Marinestation der Ostsee. Am 27. September 1926 erfolgte für zwei Jahre seine Versetzung auf das Linienschiff Hessen als Wach- und Rollenoffizier. Drei Jahre lang versah er danach Dienst bis 25. September 1931 als Dezernent in der Marineausbildungsabteilung (A IV) des Marinekommandoamtes. Dort wurde er am 1. April 1929 zum Korvettenkapitän befördert. Es folgte vom 26. September 1931 bis 27. September 1933 eine Verwendung an Bord des Linienschiffes Schlesien, zuerst als Navigations-, dann als Erster Offizier. Am 1. Oktober 1934 wurde er zum Fregattenkapitän befördert.

### Kriegsmarine
Slevogt wurde Kommandeur der U-Boot-Abwehrschule, die am 21. Mai 1935 in U-Bootschule umbenannt wurde; gleichzeitig war er auch Chef des Schulverbandes der U-Bootschule. Am 1. Oktober 1936 wurde er zum Kapitän zur See befördert. Ab 18. September 1937 war Slevogt Chef des Stabes beim II. Admiral der Ostseestation; die Dienststelle wurde am 1. Januar 1938 umbenannt in Stab II. Admiral der Ostsee.
Vom 4. Dezember 1939 bis 31. März 1943 diente Slevogt erst als II. Admiral der Ostseestation und ab Januar 1942 als der daraus hervorgehende II. Admiral der Ostsee. In dieser Dienststellung wurde er am 1. Juli 1940 zum Konteradmiral und am 1. September 1942 zum Vizeadmiral befördert. Er wurde dann zur Verfügung des Oberbefehlshabers des Marineoberkommandos Ostsee gestellt und am 30. Juni 1943 verabschiedet. Als z.V.-Offizier erfolgte bis Kriegsende seine Verwendung als Prisenrichter am Prisenhof Hamburg. Mit der deutschen Kapitulation geriet Slevogt in britische Kriegsgefangenschaft, aus der er am 8. Januar 1946 entlassen wurde.

## Auszeichnungen
- Eisernes Kreuz (1914) II. und I. Klasse[2]
- U-Boot-Kriegsabzeichen (1918)[2]
- Bayerischer Militärverdienstorden IV. Klasse mit Schwertern[2]
- Prinzregent-Luitpold-Medaille[3]
- Ehrenkreuz des Weltkrieges[3]
- Schlesisches Bewährungsabzeichen II. und I. Klasse[3]
- Kriegsverdienstkreuz (1939) II. und I. Klasse mit Schwertern